# Noże użytkowe
Nóż użytkowy – nóż używany do podstawowych, ogólnych prac. Pierwotnie był to nóż z ostrzem stałym z krawędzią tnącą odpowiednią do prac takich jak cięcie skór i powrozów, skrobanie skór zwierzęcych, prace masarskie, czyszczenie ryb itp. Obecnie termin „nóż użytkowy” obejmuje również małe składane noże lub noże z wysuwanym ostrzem nadające się do wykorzystania w nowoczesnych miejscach pracy lub w budownictwie.

## Historia

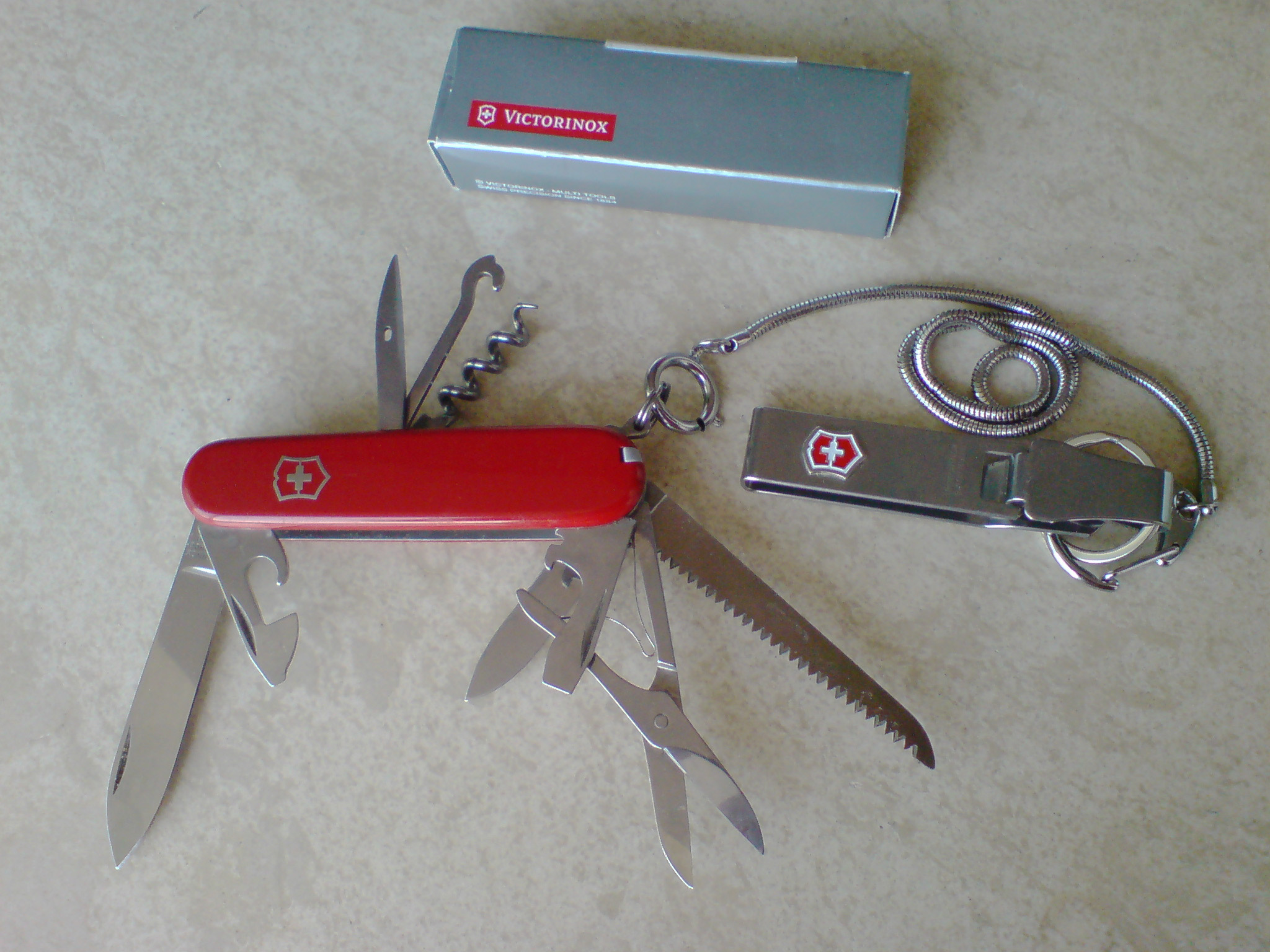
Nóż armii szwajcarskiej

Nóż ze stałym ostrzem pojawił się ok. 500.000 lat temu, kiedy ludzie zaczęli wykonywać noże z kamienia. Miały charakter uniwersalny, przeznaczone były do cięcia i obróbki drewna, skrobania skór, przyrządzania posiłków i innych tego typu prac „gospodarczych”.
W XIX wieku nóż ze stałym ostrzem ewoluował do noża ze stalowym ostrzem na zewnątrz pole zdolne do cięcia drewna, rozbioru mięsa, przygotowanie ogniska i posiłków. Wraz z wynalezieniem sprężyny pojawiły się użytkowe noże kieszonkowe wyposażone w inne jeszcze składane narzędzia, mające na celu zwiększenie użyteczności całościowego projektu.
Takie cechy posiadał składany nóż campingowy czy skautowski (harcerski) scyzoryk, w USA składany nóż użytkowy, nóż używany w armii szwajcarskiej oraz do wielonarzędziowych rękojeści, wyposażonych również w ostrza. Rozwój silniejszego mechanizmu blokowania ostrza w nożach składanych – podobnie jak w przypadku hiszpańskiego noża navaja – znacznie zwiększyły ich użyteczność takich zadaniach jak cięcie gęstych lub trudnych materiałów.

## Współczesne noże użytkowe
Stałe lub składane ostrze noża jest popularne do stosowania zarówno wewnątrz i na zewnątrz pomieszczeń. Jednym z najbardziej popularnych rodzajów pracy noża jest chowany lub składany nóż (znany pod nazwą nóż Stanley, boxcutter, nóż X-Acto, lub pod innymi, różnymi nazwami). Te rodzaje noży użytkowych są zaprojektowane jako uniwersalne narzędzia tnące do stosowania w szerokim zakresie handlu i rzemiosła. Zaprojektowane tak, by były one lekkie i łatwe do przenoszenia i użytkowania, noże użytkowe są powszechnie stosowane w fabrykach, magazynach, pracach budowlanych, i innych sytuacjach, w których rutynowo potrzebna jest narzędzie do zaznaczania linii cięcia, do przycinania materiałów z tworzywa sztucznego lub drewna, lub do cięcia taśm, przewodów, kartonu lub innych jeszcze materiałów opakowaniowych.

## Nazewnictwo

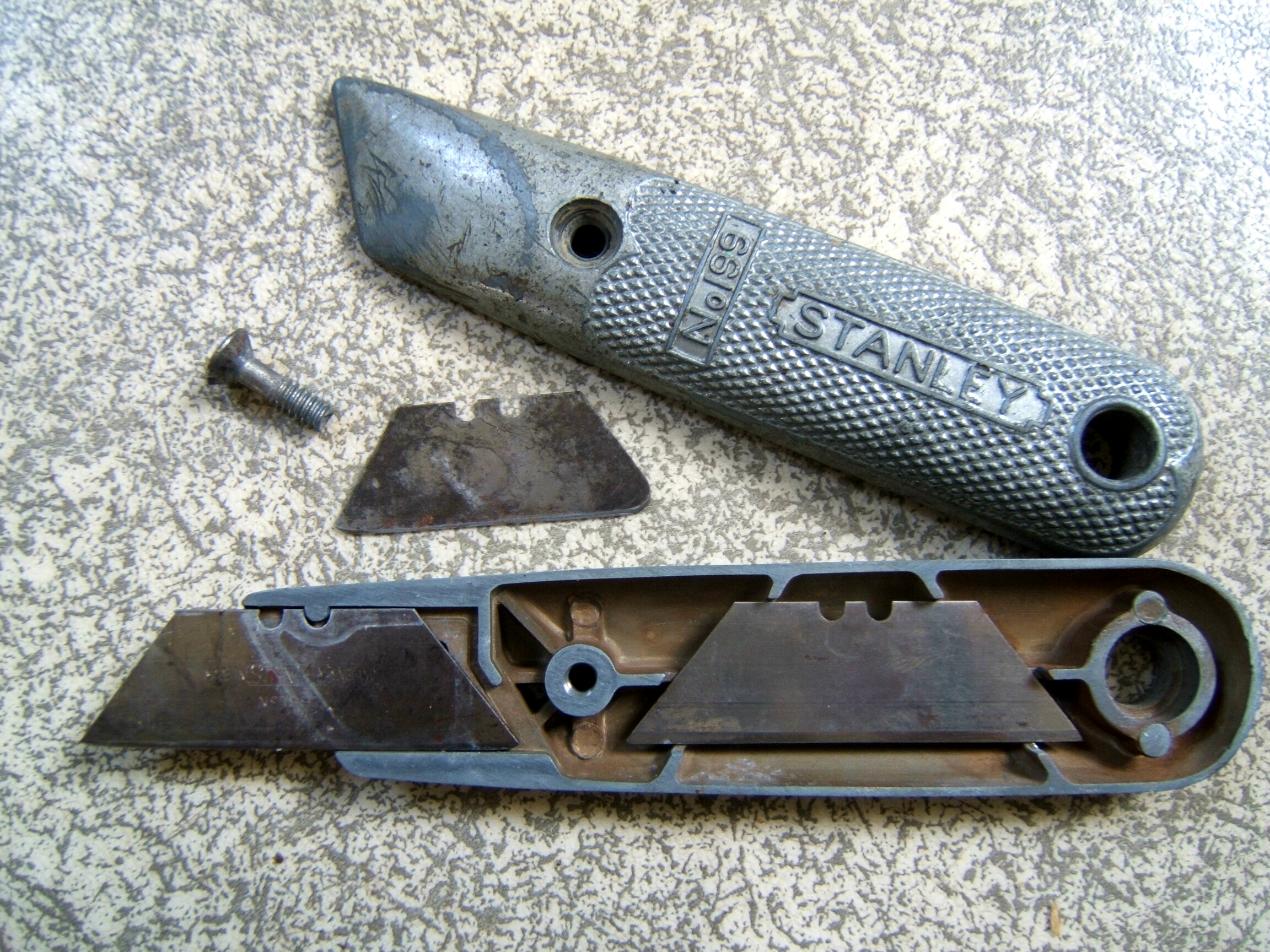
Nóż Stanley

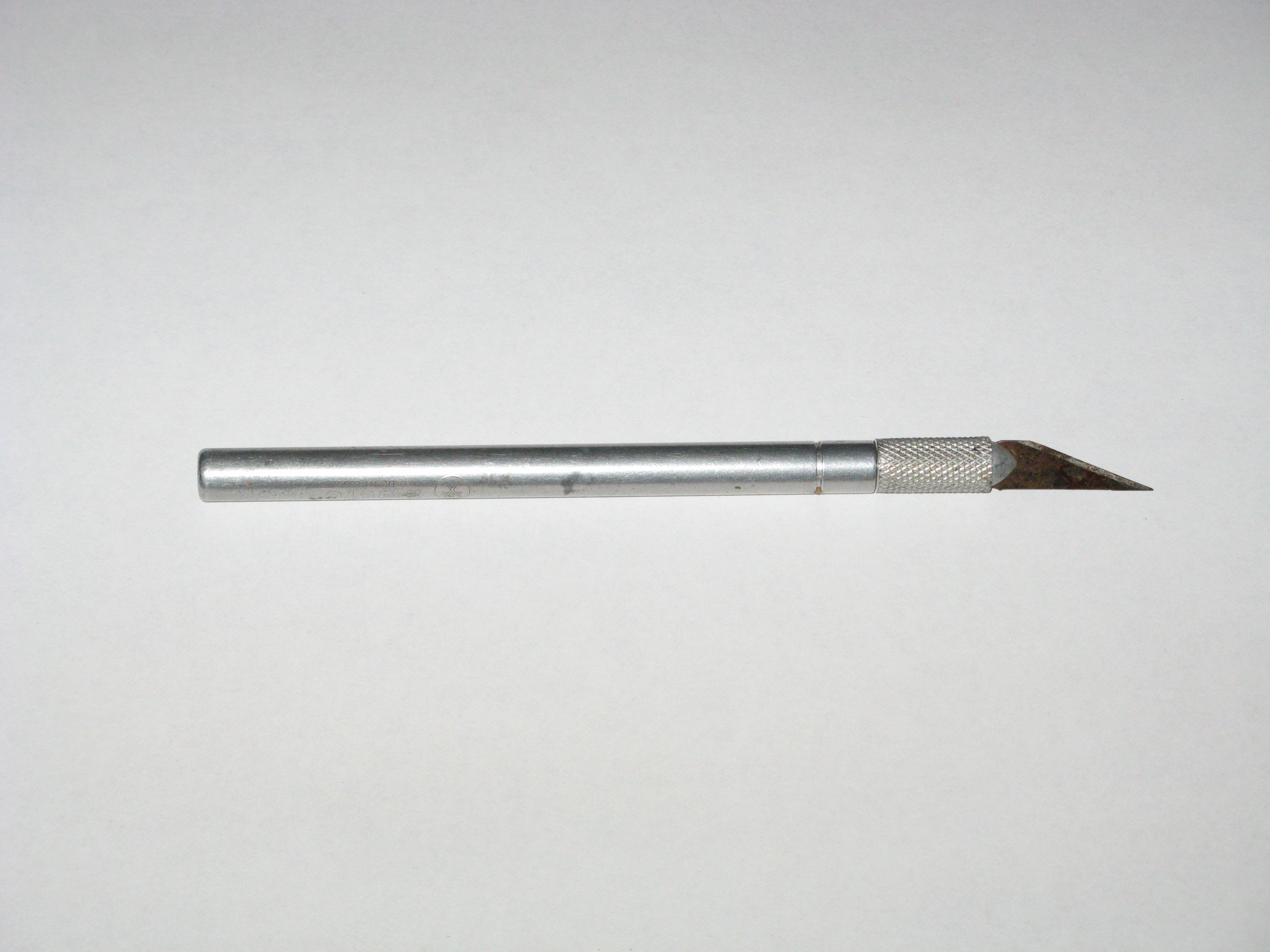
Nóż X-Acto

W brytyjskim, australijskim i nowozelandzkim angielskim, podobnie jak w holenderskim i austriackim niemieckim nóż użytkowy, często używany w budownictwie jest znany jako Stanley knife. Niezależnie od tego nazwa ta jest nazwą własną i znakiem towarowym firmy Stanley Works, producenta noży. W Izraelu i Szwajcarii ten rodzaj noży znany jest jako noże japońskie. W Brazylii są one znane jako estiletes lub cortadores Olfa (OLFA to również nazwa własna i znak towarowy producenta OLFA Co.). W Portugalii i w Kanadzie są one znany również jako X-Acto (kolejna nazwa własna i znak towarowy producenta). W Filipiny, Francji, Włoch i Egiptu są one nazywane po prostu jako cutter. W języku hiszpańskim, są one nazywane cortaplumas (to scyzoryki ze składanymi ostrzami); w Hiszpanii, Meksyku i Kostaryce są one potocznie znane jako cutters. W Urugwaju noże z ostrzem segmentowym znane są jako trinchetas. Inne nazwy dla narzędzia tego typu noży to box cutter (nóż do kartonów), razor blade knife (nóż z ostrzem żyletkowym), razor knife (nóż brzytwa), carpet knife (nóż do dywanów), stationery knife (nóż do papeterii) lub drywall knife (nóż do płyt kartonowo-gipsowych). Niektóre z tych nazw odnoszą się do różnego rodzaju noży w zależności od regionu. Na przykład w środkowo-atlantyckiej części USA nazwa X-Acto oznacza tylko określony podzbiór tych noży (nóż w kształcie ołówka do prac modelarskich, hobbystycznych). Ponadto w tym regionie, „box cutter” zwykle kojarzy się z prostym typem noża, którego rękojeść wytłoczona jest ze stalowej blachy, a pen knife zwykle kojarzy się tylko ze składanym nożem kieszonkowym.

## Konstrukcja

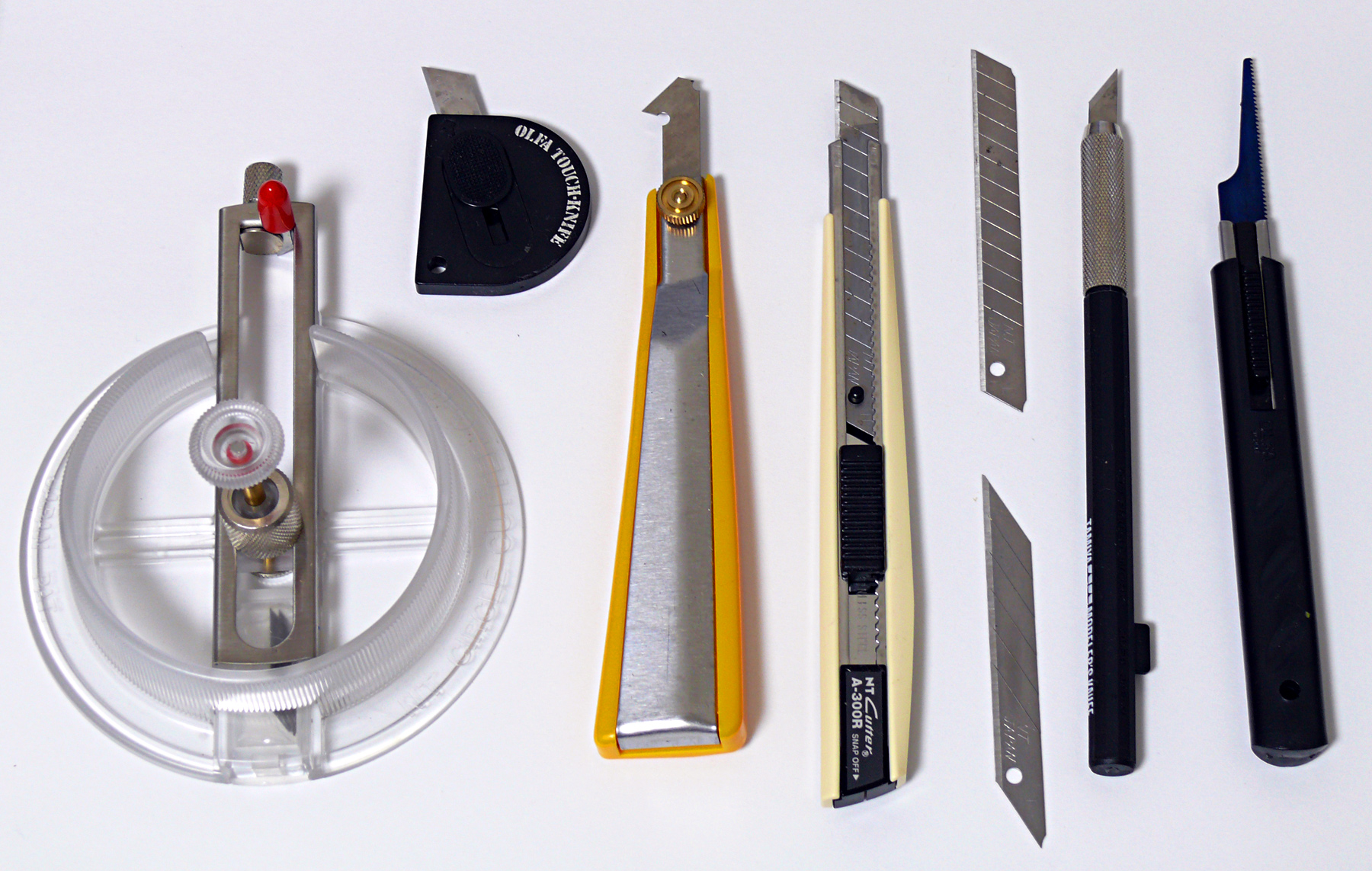
Różne konstrukcje noży użytkowych

Noże użytkowe mogą wykorzystywać stałe, składane, chowane lub wymienne ostrza i są w różnych długościach i stylów dostosowanych do konkretnego zestawu zadań, jakie mają wykonywać. W ten sposób noże używane na zewnątrz nadające się na kempingu lub polowanie może używać szerokich i długich na 3-5 cali stałych ostrzy, podczas gdy nóż przeznaczony dla branży budowlanej może posiadać ostrza wymienne do cięcia, znakowania linii lub skrobania farby.

## Noże użytkowe ze stałym ostrzem
Duże noże użytkowe ze stałym ostrzem najczęściej są stosowane na zewnątrz, w wędkarstwie, campingu lub polowaniu. Noże takie zazwyczaj charakteryzują mocnym ostrzem o długości 4-6 cali i geometrii krawędzi zwiększającej odporność na wykruszanie i złamanie. Termin „nóż użytkowy” może również dotyczyć małych noży ze stałym, ale wymiennym ostrzem wykorzystywanych w rzemiośle, modelarstwie i innych projektach rzemieślniczych. Niewielkie, cienkie ostrza i wyspecjalizowany uchwyt najlepiej nadaje się do cięcia cienkich, lekkich materiałów – pozwalają na cięcia wymagające wysokiego stopnia precyzji i kontroli.

## Noże „do pracy”

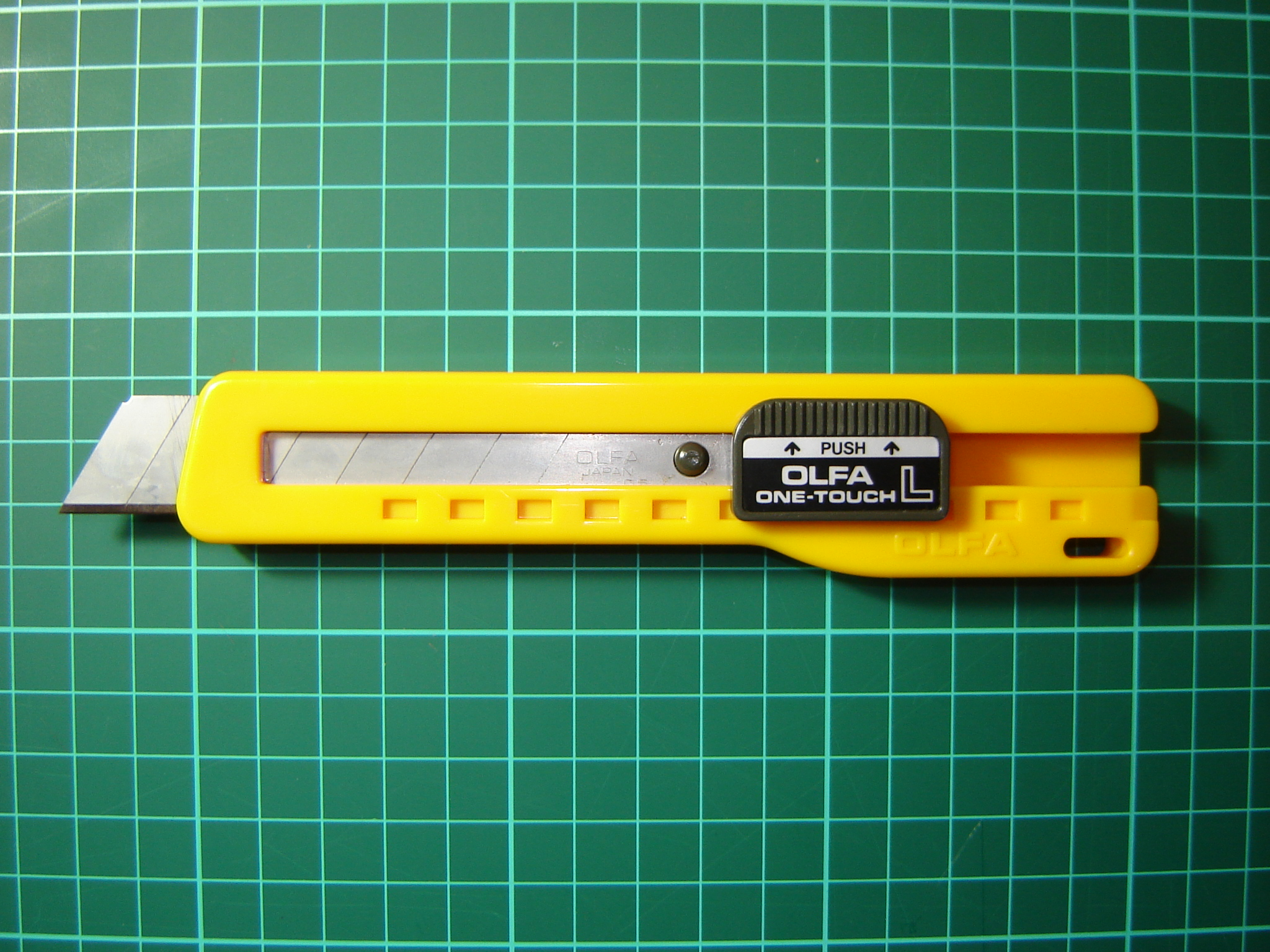
Nóż segmentowy OLFA

Noże wykorzystywane na budowach lub innych miejscach pracy posiadają najczęściej chowane i wymienne ostrza. Rękojeść wykonana jest albo z odlewanego metalu lub tworzyw sztucznych ukształtowanych wtryskowo. Niektórzy używają standardowego ostrza żyletkowego, inne specjalistyczne używają ostrzy dwustronnych. Użytkownik może dopasować wysunięcie ostrza z rękojeści w zależności od potrzeb np. do rozcinania opakowań bez uszkodzenia ich zawartości. Gdy ostrze się stępi, może być szybko odwrócone lub wymienione na nowe. W niektórych modelach ostrza zapasowe lub używane są przechowywane w wydrążonej rękojeści i są dostępne poprzez odkręcenie śruby i otwarcie uchwytu.

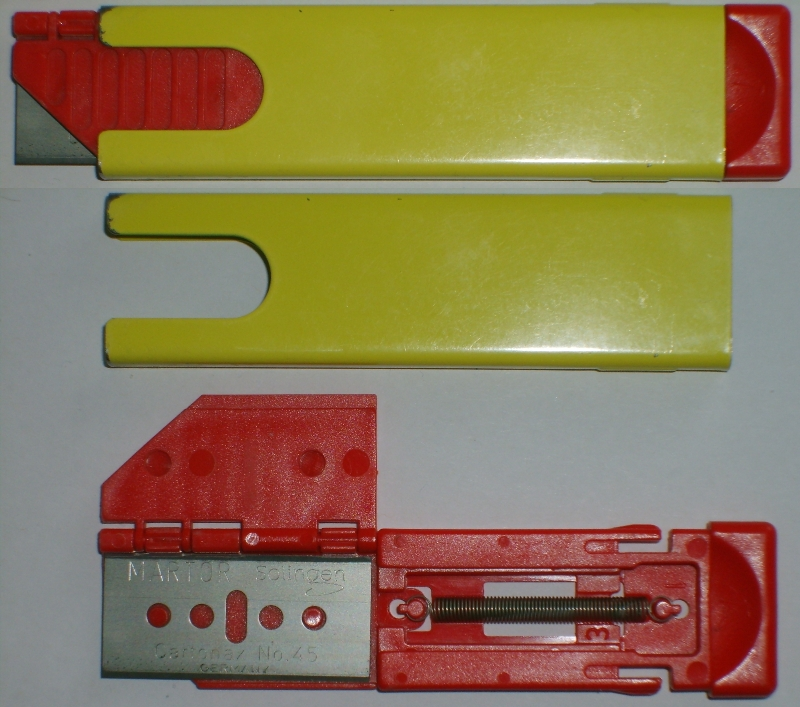
Nóż do opakowań kartonowych

Inne modele wyposażone są w system szybkiej wymiany ostrza bez użycia narzędzi, lub łatwe wysunięcie ostrza ze schowka w rękojeści. Ostrza do tego typu noży występują często zarówno w jedno, jak i dwustronnej wersji i pasują do wielu modeli innych producentów. Istnieją również ostrza specjalistyczne do cięcia taśm, linoleum i innych materiałów.
Inna grupa to noże użytkowe z odłamywanym ostrzem tzw. noże segmentowe, które zawierają długie, podzielone na segmenty ostrze wysuwane z rękojeści. Kiedy segment tnący staje się tępy, może on być odłamany od reszty ostrza, które po wysunięciu kolejnego segmentu z rękojeści jest ostre i gotowe do użycia. Odłamywanie najlepiej wykonywać przy pomocy kombinerek, a odłamanie ostrza następuje wzdłuż wytrasowanej linii podziału, gdzie metal jest cieńszy.
Kiedy wszystkie segmenty zostaną zużyte można nóż wyrzucić lub założyć nowe ostrze zamienne. Ten projekt został wprowadzony przez japońską firmę Olfa Corporation w roku 1956 jako pierwsze na świecie ostrze odłamywane i został zainspirowany analizą ostrych krawędzi rozbitego szkła oraz tym jak łatwo dzieli się na kawałki tabliczka czekolady.
Inny jeszcze rodzaj noży używany do rozcinania kartonowych opakowań składa się ze spłaszczonej blaszanej tulei nasuniętej na plastikowy prostokątny uchwyt, do którego wstawiane jest ostrze z jedną krawędzią tnącą. Tuleja przesuwa się w górę i w dół na uchwycie, odsłaniając ostrze do cięcia, a zakrywając je gdy nie jest w użyciu. Uchwyt ostrza może zarówno wsunąć się do tulei lub złożyć podobnie jak w scyzoryku. Uchwyt ostrza jest tak zaprojektowany, aby odsłonić tylko tyle ostrza ile niezbędne jest do przecięcia tylko jednej warstwy tektury falistej, aby zminimalizować ryzyko uszkodzenia zawartości opakowania.

## Noże obrotowe

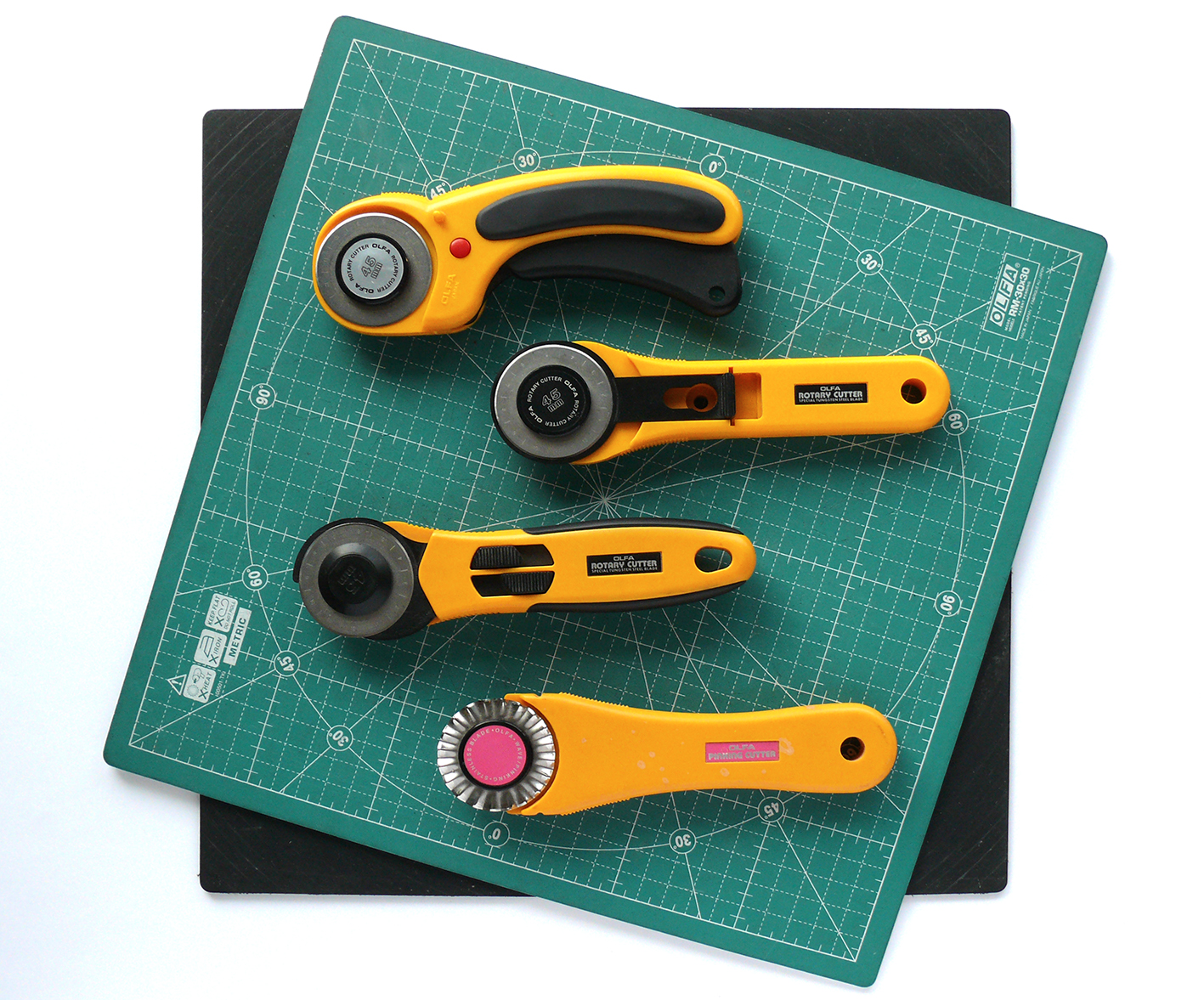
Noże obrotowe (krążkowe)

Obrotowy nóż jest narzędziem powszechnie stosowanym przez amatorów patchworku i quillingu do cięcia tkanin. Składa się z uchwytu z okrągłym ostrzem, które obraca się w trakcie cięcia – stąd więc nazwa narzędzia. Ostrza noża obrotowego są bardzo ostre i są dostępne w różnych rozmiarach: zwykle mniejsze ostrza są używane do cięcia małych łuków, podczas gdy większe ostrza są używane do cięcia do linii prostych i dużych łuków. Świeżym (ostrym) ostrzem można ciąć jednocześnie kilka warstw tkaniny. Dzięki temu można wyciąć taki sam kształt i rozmiar z różnych tkanin dużo szybciej i dokładniej niż nożyczkami. Pierwszy nóż obrotowy został wprowadzony przez firmę OLFA Corporation w 1979 roku do produkcji odzieży, jednak bardzo szybko przyjął się wśród amatorów patchworku i quillingu. Nożyczki krawieckie często były ciężkie i miały długie ostrza zaprojektowane do cięcia dużych sztuk materiału na odzież. Były przez to kłopotliwe do cięcia małych kawałków tkanin na potrzeby patchworku.
Dzisiaj istnieje wiele firm produkujących noże obrotowe, jak również specjalistyczne ostrza do cięcia linii falistych lub ząbkowanych. Większość z noży obrotowych ma chowane ostrza, aby zapobiec skaleczeniu gdy nóż nie jest używany.
Prawidłowa praca takiego noża wymaga jednak, by cięcie odbywało się na specjalnej macie podkładowej. Ostrze noża jest bowiem wykonane z twardej stali wolframowej i próba cięcia na innym podłożu powoduje jego szybkie uszkodzenie.

## Noże bezpieczne

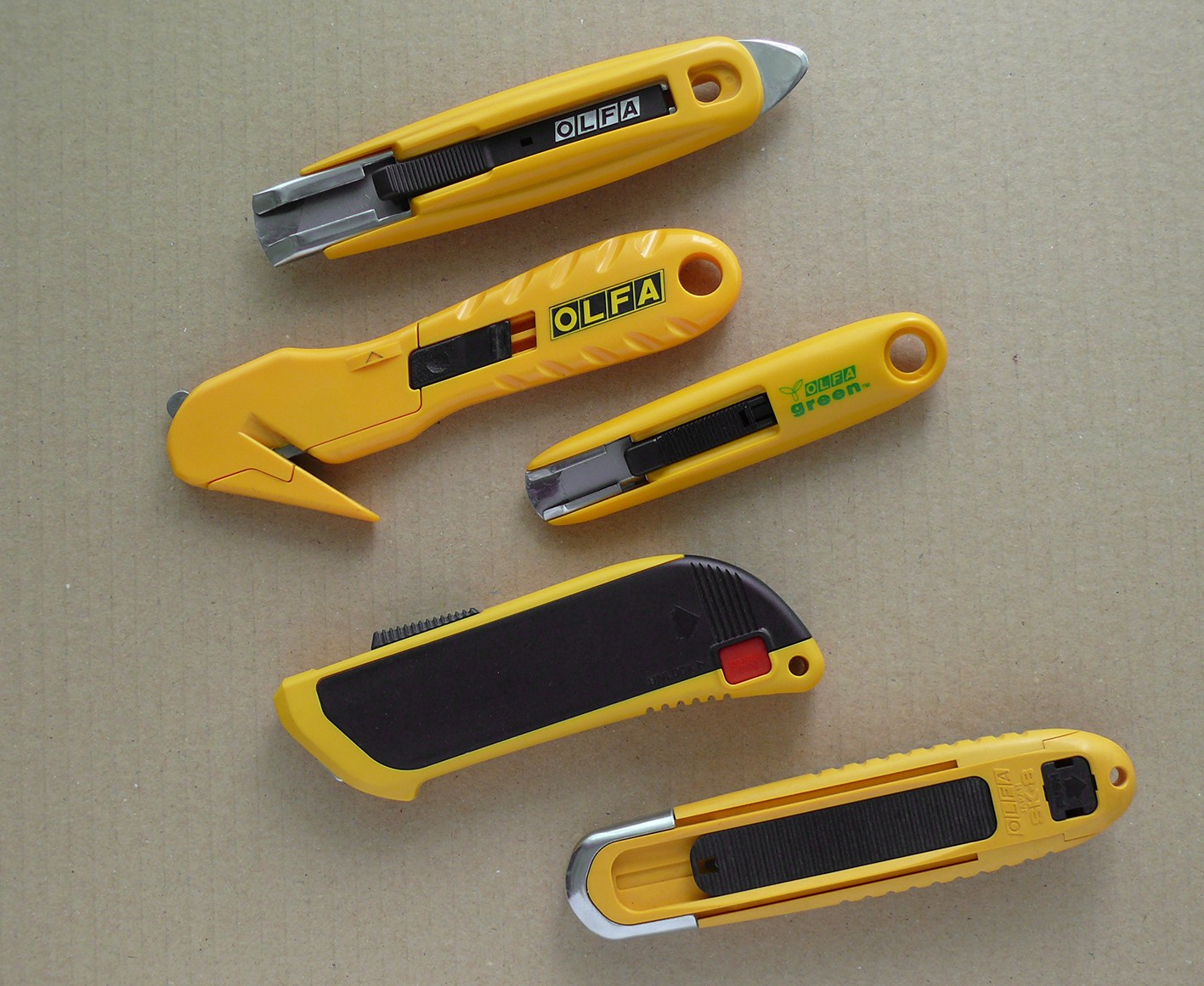
Noże bezpieczne

Noże bezpieczne to grupa noży, w której zastosowano sprężynowy mechanizm chowania ostrza, gdy utraci ono kontakt z przecinanym materiałem lub użytkownik wypuści nóż z ręki. Przeznaczone dla pracowników używających noży w codziennej pracy (np. w centrach handlowych, działach logistyki, na liniach technologicznych itp.). Eliminują ryzyko przypadkowego skaleczenia w wyniku nieuwagi pracownika, jak również przechowywania lub pozostawienia noża z wysuniętym ostrzem na stanowisku pracy.